# Двадцята поправка до Конституції США

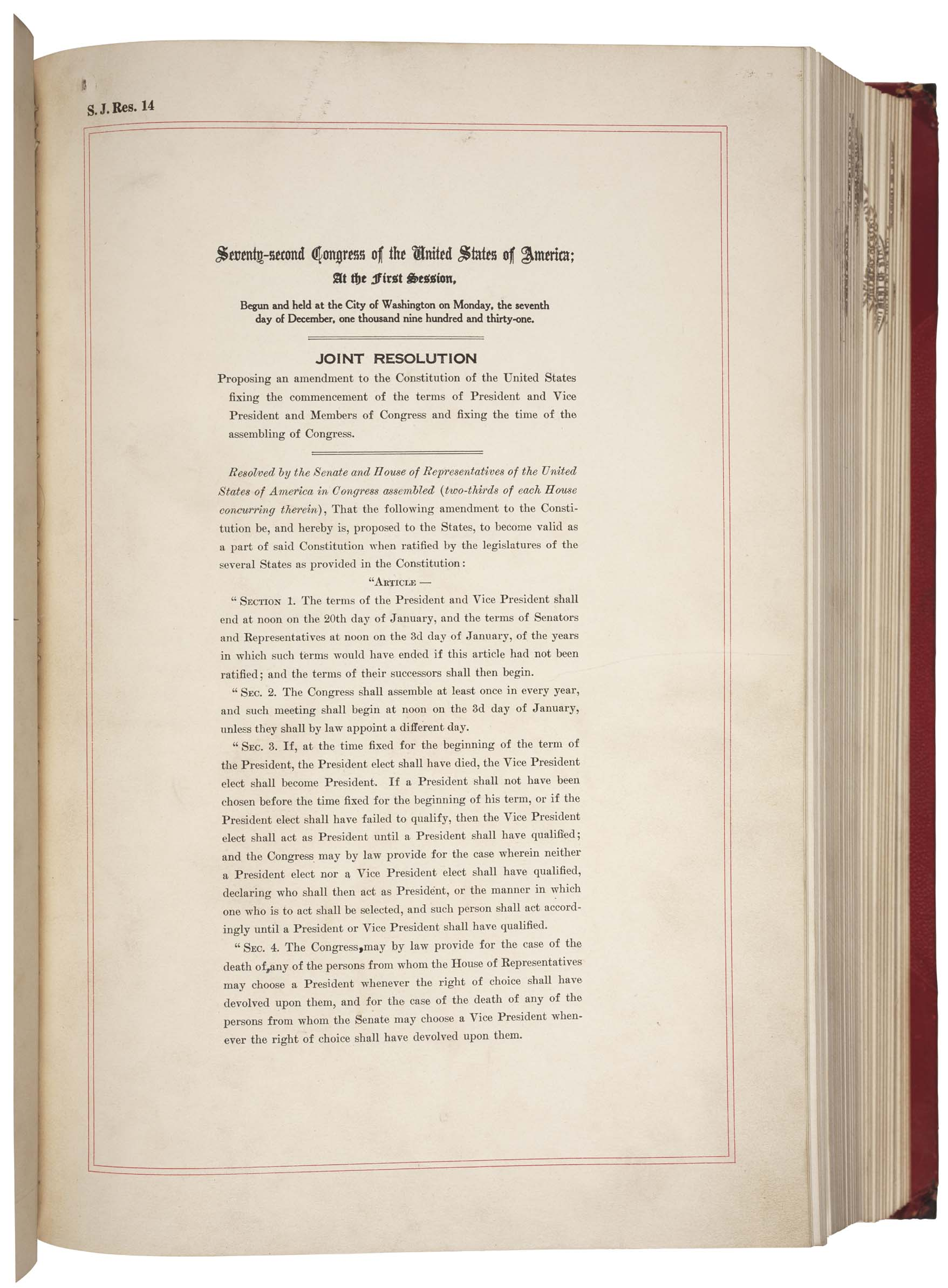
Двадцята поправка до Конституції США (сторінка 1)

Двадцята поправка до Конституції США (англ. Twentieth Amendment to the United States Constitution) набула чинності 23 січня 1933 року. Вона встановлює дати термінів повноважень Президента та Конгресу США.

## Текст поправки

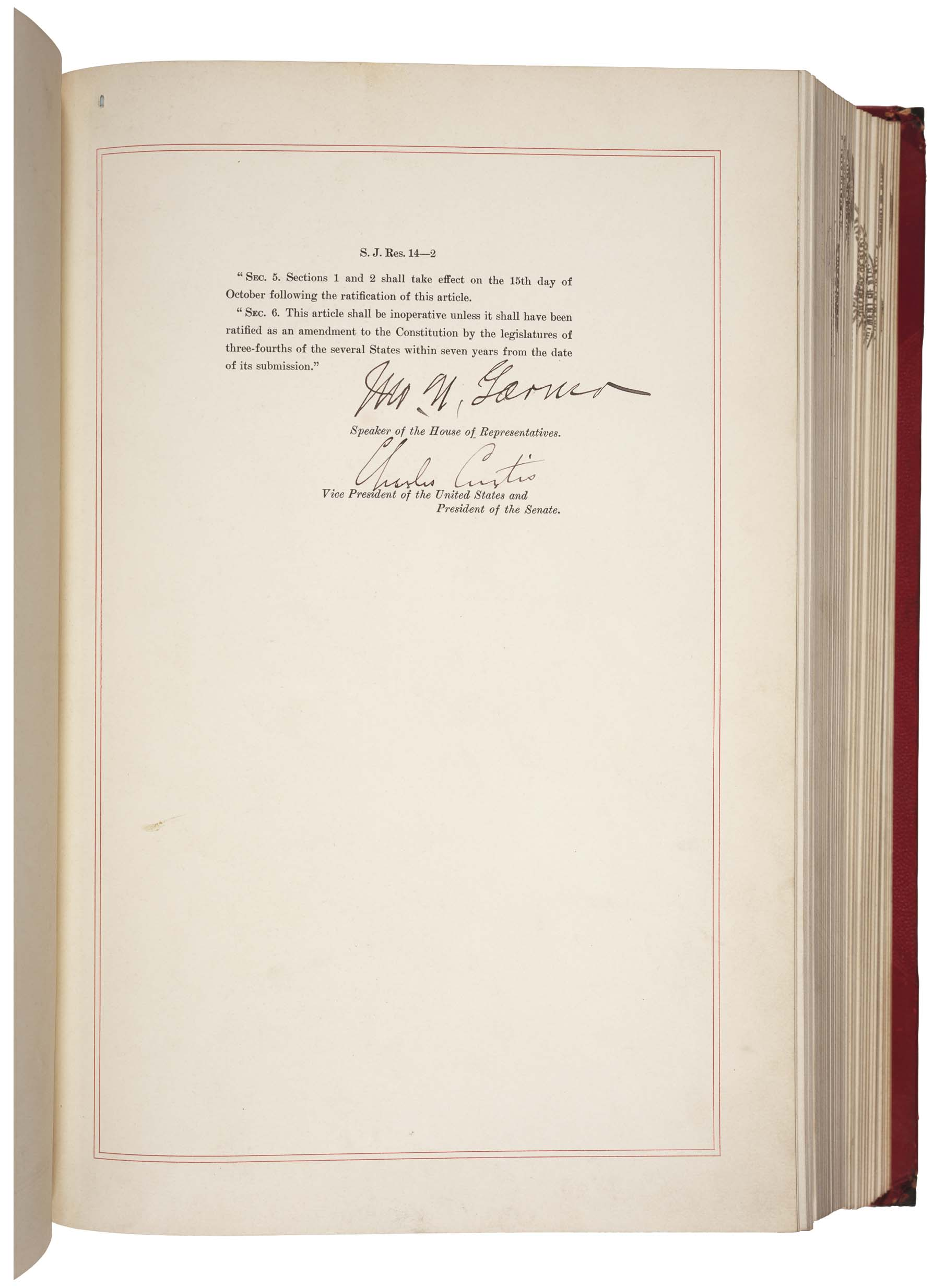
Двадцята поправка до Конституції США (сторінка 2)

| 1. Термін служби Президента і Віце-президента закінчується опівдні 20 січня, а термін служби сенаторів і представників - опівдні 3 січня в ті роки, коли їхні терміни закінчилися, якби ця поправка не була ратифікована. В цей же час починаються терміни урядування їхніх наступників. 2. Конгрес має збиратися принаймні раз на рік, і перша сесія має починатися опівдні 3 січня, якщо Конгрес не встановить законом іншого дня. 3. Якщо до часу, визначеного для початку урядування Президента, новообраний Президент помре, Президентом стає новообраний Віце-президент. Якщо до часу, визначеного для початку урядування, Президента ще не буде обрано або новообраний Президент не задовольнятиме вимогам закону, обов'язки Президента має виконувати Віце-президент, доки Президент не задовольнятиме вимогам закону. Конгрес може спеціальним законом передбачити випадок, коли ні новообраний Президент, ні новообраний Віце-президент не задовольняють вимогам закону, вказавши, хто в такому випадку має виконувати обов'язки Президента, або спосіб, яким має бути обрано особу для виконання цих обов'язків. Така особа повинна відповідно діяти, доки Президент або Віце-президент задовольнятимуть вимогам закону. 4. Конгрес може передбачити спеціальним законом випадок смерті осіб, з-поміж яких Палата представників може обирати Президента, коли до неї переходить це право, а також випадок смерті осіб, з-поміж яких Сенат може обирати Віце-президента, коли до нього переходить це право. 5. Розділи 1 і 2 цієї статті наберуть чинності 15 жовтня наступного року після ратифікації цієї поправки. 6. Ця стаття не набере чинності, доки не буде ратифікована як поправка до Конституції законодавчими органами трьох четвертин штатів протягом сімох років після подання її Конгресом. Оригінальний текст (англ.) 1. The terms of the President and Vice President shall end at noon on the 20th day of January, and the terms of Senators and Representatives at noon on the 3d day of January, of the years in which such terms would have ended if this article had not been ratified; and the terms of their successors shall then begin. 2. The Congress shall assemble at least once in every year, and such meeting shall begin at noon on the 3d day of January, unless they shall by law appoint a different day. 3. If, at the time fixed for the beginning of the term of the President, the President elect shall have died, the Vice President elect shall become President. If a President shall not have been chosen before the time fixed for the beginning of his term, or if the President elect shall have failed to qualify, then the Vice President elect shall act as President until a President shall have qualified; and the Congress may by law provide for the case wherein neither a President elect nor a Vice President elect shall have qualified, declaring who shall then act as President, or the manner in which one who is to act shall be selected, and such person shall act accordingly until a President or Vice President shall have qualified. 4. The Congress may by law provide for the case of the death of any of the persons from whom the House of Representatives may choose a President whenever the right of choice shall have devolved upon them, and for the case of the death of any of the persons from whom the Senate may choose a Vice President whenever the right of choice shall have devolved upon them. 5. Sections 1 and 2 shall take effect on the 15th day of October following the ratification of this article. 6. This article shall be inoperative unless it shall have been ratified as an amendment to the Constitution by the legislatures of three-fourths of the several States within seven years from the date of its submission. |

## Ратифікація
Двадцята поправка була ратифікована кожним зі штатів США окремо. 
1. Вірджинія — 4 березня 1932
2. Нью-Йорк — 11 березня 1932
3. Міссісіпі — 16 березня 1932
4. Арканзас — 17 березня 1932
5. Кентуккі — 17 березня 1932
6. Нью-Джерсі — 21 березня 1932
7. Південна Кароліна — 25 березня 1932
8. Мічиган — 31 березня 1932
9. Мен — 1 квітня 1932
10. Род-Айленд — 14 квітня 1932
11. Іллінойс — 21 квітня 1932
12. Луїзіана — 22 червня 1932
13. Західна Вірджинія — 30 липня 1932
14. Пенсільванія — 11 серпня 1932
15. Індіана — 15 серпня 1932
16. Техас — 7 вересня 1932
17. Алабама — 13 вересня 1932
18. Каліфорнія — 4 січня 1933
19. Північна Кароліна — 5 січня 1933
20. Північна Дакота — 9 січня 1933
21. Міннесота — 12 січня 1933
22. Аризона — 13 січня 1933
23. Монтана — 13 січня 1933
24. Небраска — 13 січня 1933
25. Оклахома — 13 січня 1933
26. Канзас — 16 січня 1933
27. Орегон — 16 січня 1933
28. Делавер — 19 січня 1933
29. Вашингтон — 19 січня 1933
30. Вайомінг — 19 січня 1933
31. Айова — 20 січня 1933
32. Південна Дакота — 20 січня 1933
33. Теннессі — 20 січня 1933
34. Айдахо — 21 січня 1933
35. Нью-Мексико — 21 січня 1933
36. Міссурі — 23 січня 1933